# Erebia argentoligata
Erebia argentoligata är en fjärilsart som beskrevs av Goltz 1936. Erebia argentoligata ingår i släktet Erebia och familjen praktfjärilar. Inga underarter finns listade i Catalogue of Life.